# Casimir Genest
Casimir Genest, né le 22 juin 1846 à Voiron (Isère) et mort le 19 décembre 1918 à Lyon, est un architecte français.

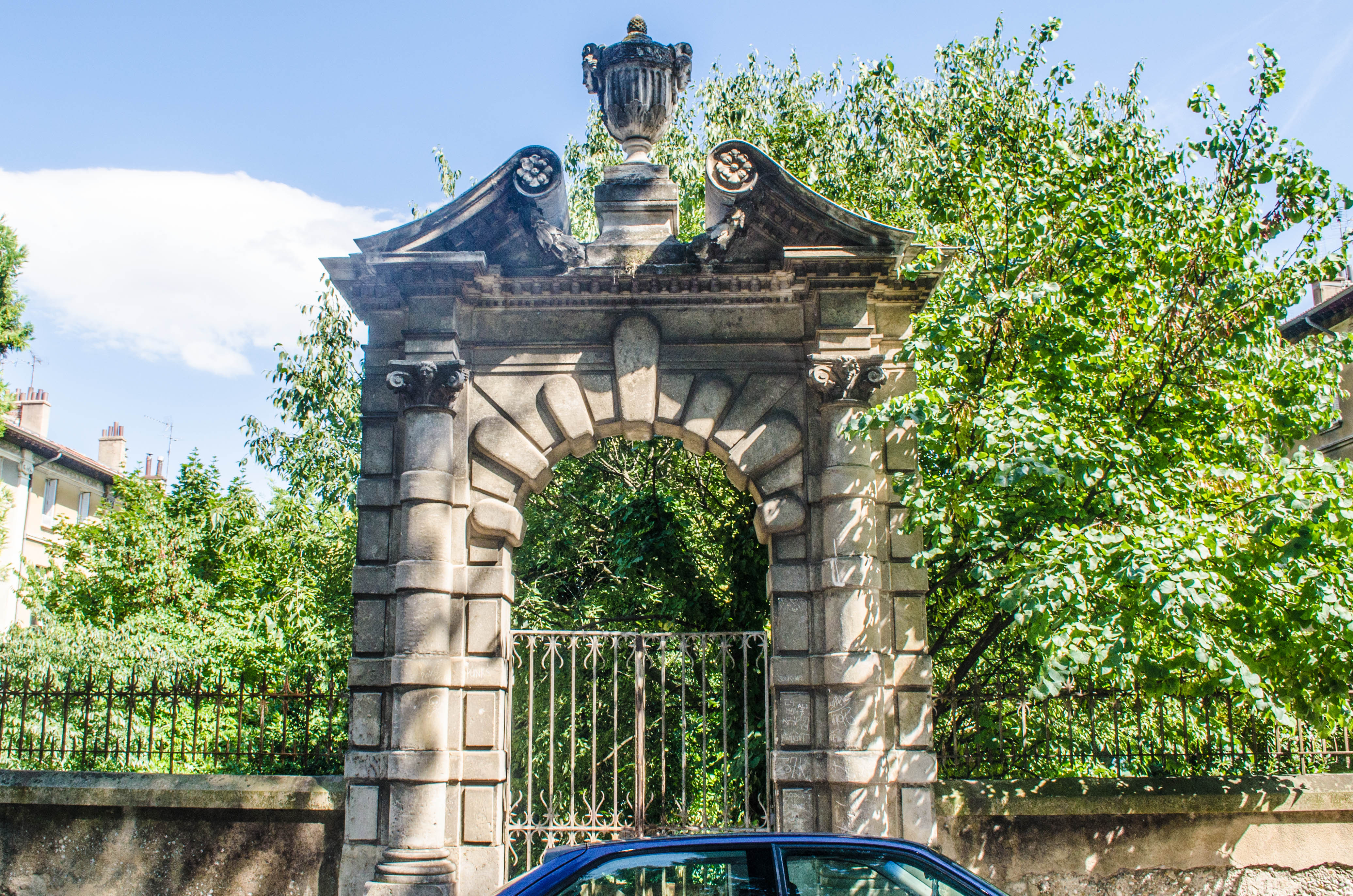
Cité des Officiers, portail du jardin.

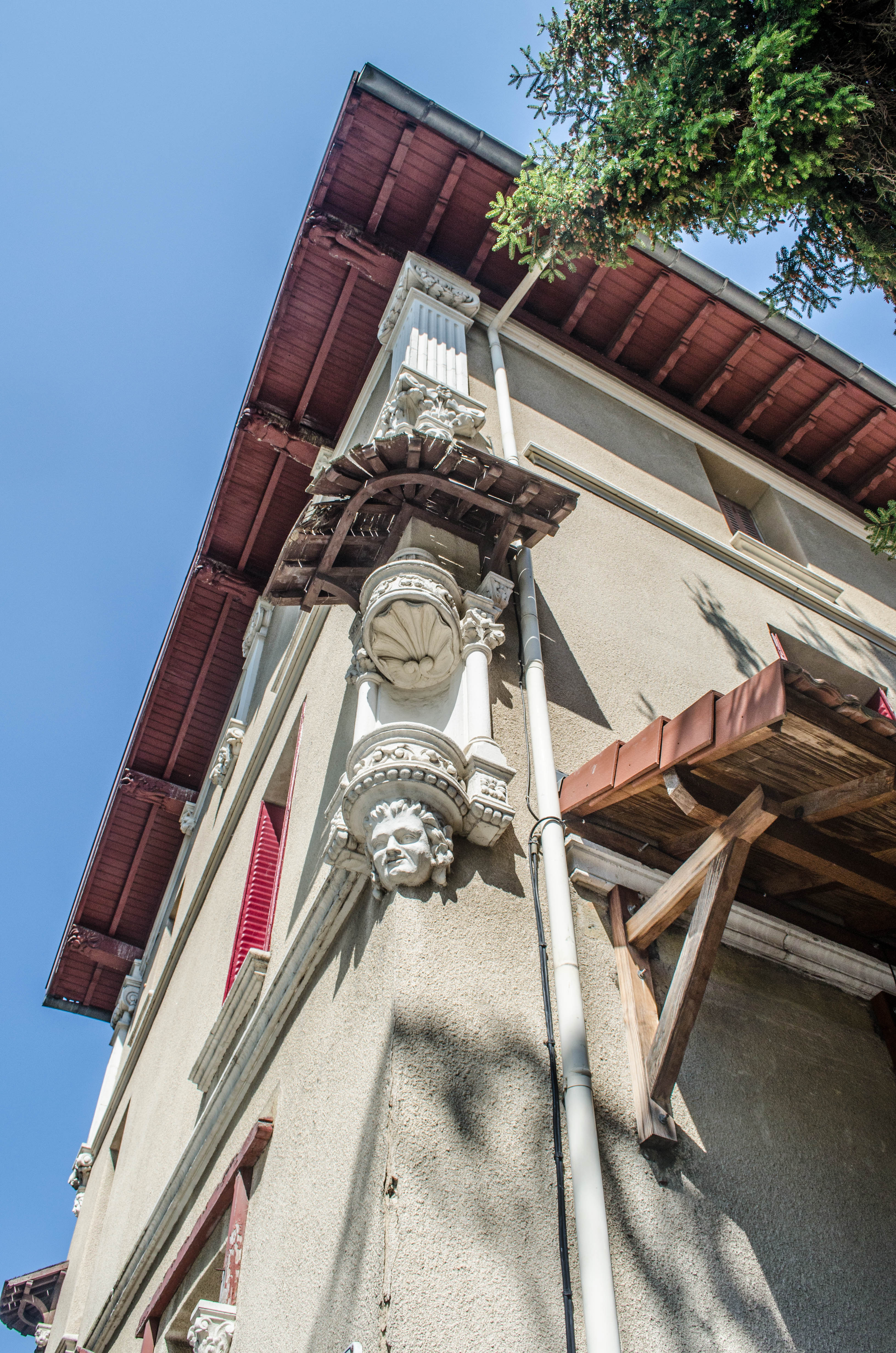
Cité des Officiers, décor d’angle.

## Biographie
Il est le quatrième enfant de Henry Genest, pépiniériste et horticulteur, et d'Anne-Marie Chapel, repasseuse. Il commence à travailler comme architecte-voyer pour la ville de Voiron, s’occupant notamment de l’adduction d’eau, d’édifices publics comme la reconstruction du pont sur la Morge, la restauration des églises de Sermorens et celle des Augustins, l’agrandissement de l’école des filles de la rue Basse. Pour l’agrandissement de la gare, il établit en 1879 un projet scrupuleusement étudié, établissant des squares à proximité de la gare de voyageurs et déplaçant la gare de marchandises.
En 1877, il épouse Marie-Louise Convert, de Valence. Deux ans plus tard il s’installe dans cette ville. Esprit curieux et ouvert, amateur d’art, il est lié avec nombre de musiciens tels Vincent d’Indy (qui met en musique un poème écrit par Casimir Genest), Camille Saint-Saëns, Georges Auric, de poètes comme Frédéric Mistral, Louis Le Cardonnel, des acteurs de la Comédie-Française, Marguerite Moreno, Mounet-Sully… 
Architecte conseil pour une compagnie d’assurances, il est amené en 1900 à faire l’expertise après l’incendie qui a ravagé la Comédie-Française. Il innove en construisant à Valence un ensemble d’habitations à bon marché, la Cité des Officiers, préfiguration de la cité-jardin. 
Il édifie ainsi son clos Genest, pour lui et sa famille, en laissant libre cours à son inspiration à la fois médiévale et Renaissance.
Homme truculent, ce petit homme corpulent et trapu, bavard, fait la joie des caricaturistes. Mais ce fantaisiste s’intéresse aussi sérieusement à la politique et figure de 1892 à 1896 dans le conseil municipal de Valence sous l’étiquette du Parti radical. En 1894, il publie une plaquette sur Les Tramways de la Drôme. Et en 1904, un livre, Histoire véridique des aventures extraordinaires du maire de Valence Aimé David, illustré par Henriot.

## Réalisations

### La Cité des Officiers
C’est un ensemble de deux longs bâtiments, de deux étages sur un rez-de-chaussée surélevé, qui encadrent un jardin auquel on accède par un portail monumental : une des premières « cités-jardins ». Bien que sobres, ces bâtiments se caractérisent par le style éclectique propre à Casimir Genest : les chevrons et les poutres des toitures sont tous sculptés, de petits auvents reposant sur des corbeaux sculptés protègent les fenêtres du rez-de-chaussée, des niches ornementales sont placées aux angles, des frises animalières (chats, écureuils) courent en haut des murs.

### Le Clos Genest

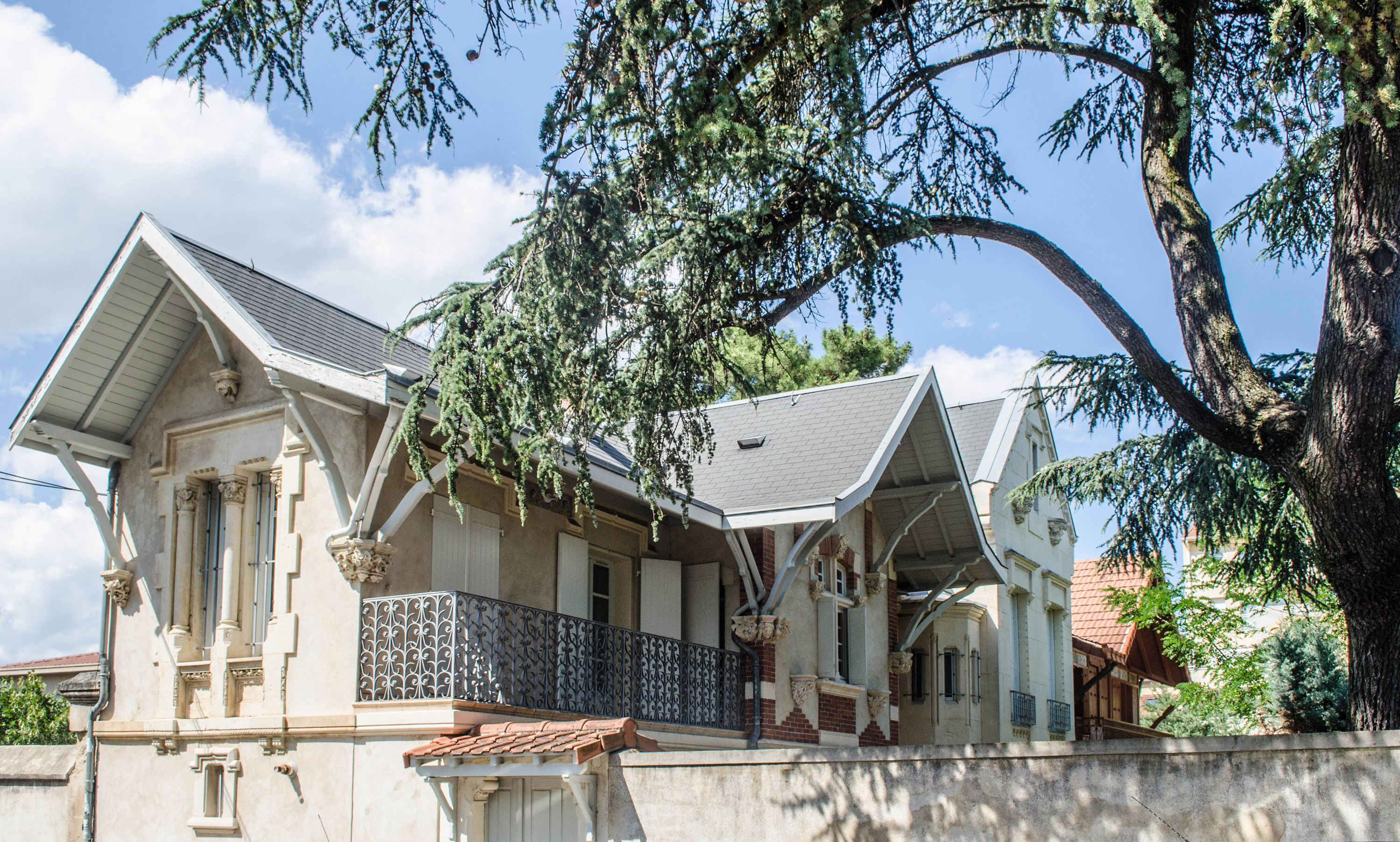
La villa des Cigales.

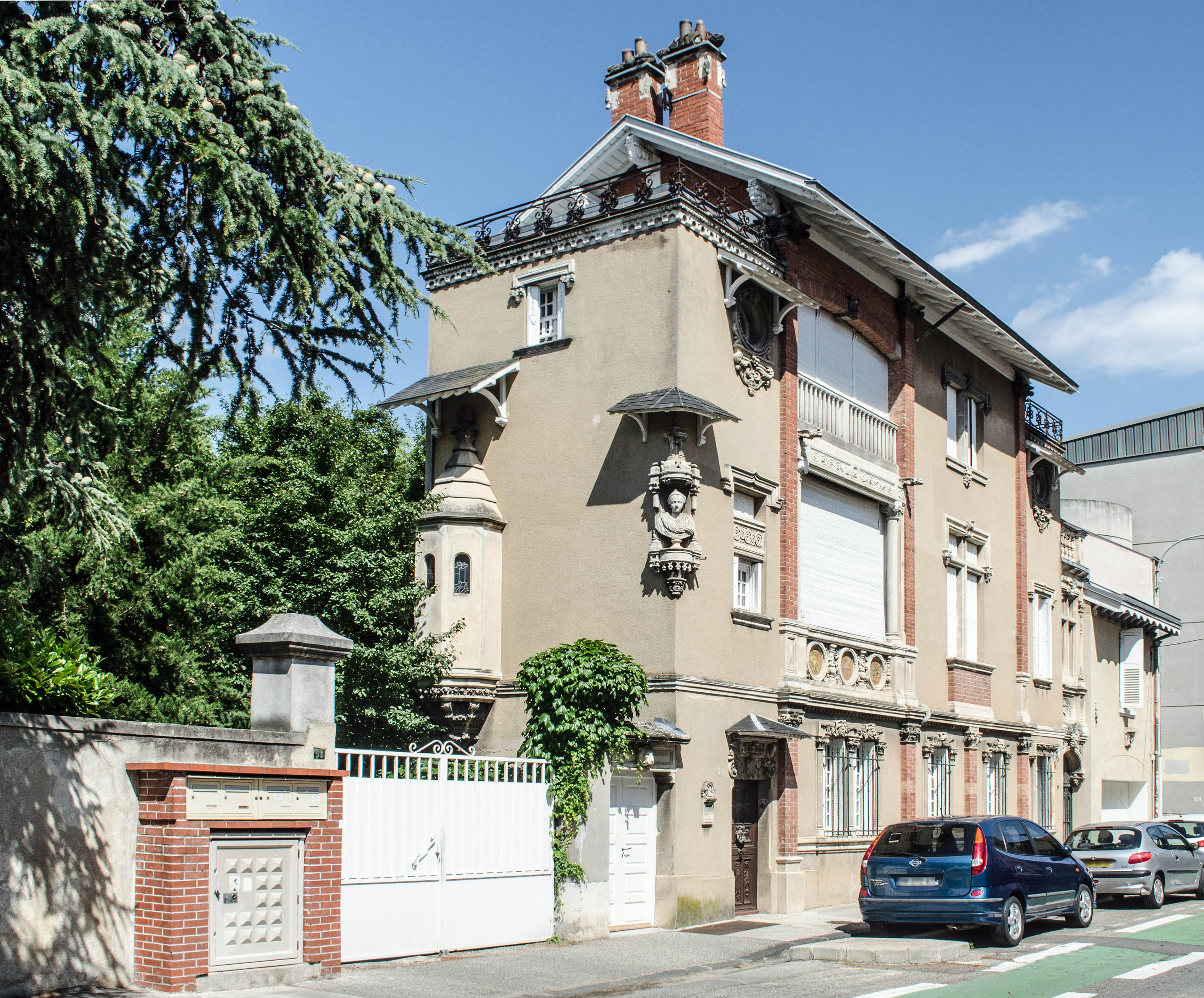
La villa Margot.

Le Clos Genest à Valence est un ensemble de villas autour d’un jardin, construites successivement par Casimir Genest pour lui et sa famille, mêlant ornements inspirés du Moyen Âge et de la Renaissance. La villa des Cigales et la villa Margot qui subsistent ont été inscrites aux Monuments historiques en 1997.
Le petit-fils de Casimir Genest, le peintre et sculpteur André Deluol, fils de Marguerité à qui était dédiée la villa Margot, est né en 1909 dans la villa des Violettes transformée en clinique.

## Sources
- Valérie Treilleford, Casimir Genest, un architecte éclectique, Voiron Mag no 70